# Avenida Elcano
La avenida Elcano es una arteria vial de la Ciudad de Buenos Aires, Argentina.

## Características y recorrido
La avenida posee una extensión de 3,4 kilómetros y corre en dirección este-oeste, naciendo en su cruce con la calle Vidal en el barrio de Belgrano, siendo por pocos metros una calle angosta de mano única hacia el oeste. Tras cruzar la avenida Crámer, cruza por debajo del puente sobre vías del Ferrocarril Mitre y se produce una bifurcación con la naciente avenida De los Incas, a partir de la cual Elcano va en sentido hacia el este, en contraste con De los Incas que corre en dirección opuesta.
Desde este punto y hasta la calle Roseti ya en el límite entre los barrios de Chacarita y Villa Ortúzar, se convierte en una avenida de mano única hasta el este, atravesando durante este tramo importantes avenidas como Forest y Álvarez Thomas y siendo el eje comercial de la zona norte del barrio de Colegiales. Desde Roseti en adelante, es una avenida de doble mano. Para este punto su entorno es mayormente residencial, con algunos comercios menores dispersos por el camino. 
Más adelante cruza la avenida Triunvirato y las vías del Ferrocarril General Urquiza, para luego continuar el recorrido de la avenida Guzmán hasta la avenida Del Campo, transformándose así en una avenida de tres carriles por sentido. Por este breve trayecto pasa junto al Cementerio de la Chacarita y ya en su cruce con Del Campo, por la estación José Artigas de la Línea Urquiza.
En su último tramo se adentra en el barrio de La Paternal, en el sector conocido como La Isla, dejando de ser una avenida para pasar a ser una calle ancha con mano única hacia el este. Finaliza definitivamente al 5100, en su intersección con la calle Punta Arenas enfrente del antiguo predio del Albergue Warnes.

## Toponimia
Debe su nombre a Juan Sebastián Elcano (1486-1526), marino español que completó la primera circunnavegación del mundo, luego de quedar a cargo de la expedición de Magallanes-Elcano tras la muerte de Fernando de Magallanes.